# Funcions hiperbòliques inverses

Un raig des del centre de la hipèrbola unitària cap al punt, on és el doble de l'àrea entre el raig, la hipèrbola i l'eix

Funcions hiperbòliques inverses

En matemàtiques, les funcions hiperbòliques inverses són les funcions inverses de les funcions hiperbòliques.
Per a un valor donat d'una funció hiperbòlica, la funció hiperbòlica inversa corresponent proporciona l'angle hiperbòlic. La grandària de l'angle hiperbòlic és igual a l'àrea del sector hiperbòlic corresponent de la hipèrbola xy = 1 = 1, o el doble de l'àrea del sector corresponent de la hipèrbola unitària x2 x2 − y2 = 1 y2 = 1, igual que un angle circular és el doble de l'àrea del sector circular de la circumferència goniomètrica. Alguns autors han anomenat a les funcions hiperbòliques inverses "funcions d'àrea", amb la finalitat de donar un sentit més directe als angles hiperbòlics.
Les funcions hiperbòliques apareixen en els càlculs d'angles i distàncies en geometria hiperbòlica. També formen part de les solucions de moltes equacions diferencials lineals (com l'equació que defineix una catenària), equacions de tercer grau i en l'equació de Laplace en coordenades cartesianes. L'equació de Laplace és important en moltes àrees de la física, inclòs l'electromagnetisme, la transferència de calor, la fluidodinámica i la teoria de la relativitat especial.

## Notació
Les abreviatures més comunes són les especificades per l'estàndard ISO/IEC 80000. Consisteixen en ar- seguit de l'abreviatura de la funció hiperbòlica corresponent (per exemple, arsinh, arcosh).
No obstant això, arc- seguit de la funció hiperbòlica corresponent (per exemple, arcsinh, arccosh) també es veu comunament, per analogia amb la nomenclatura de les funcions trigonomètriques inverses. Els primers són noms erronis, ja que el prefix arc és l'abreviatura d'arc, mentre que el prefix ar significa àrea.
Altres autors prefereixen usar la notació arg sinh, argcosh, argtanh, etc., on el prefix arg és l'abreviatura del llatí argumentum. En informàtica, sovint s'abreuja com "asinh".
També s'usa la notació sinh−1(x), cosh−1(x), etc., malgrat el fet que s'ha d'anar amb compte per a evitar males interpretacions del superíndex -1 com una potència, en lloc d'una abreviatura per a denotar la funció inversa (per exemple, cosh−1(x) enfront de cosh(x)−1).

## Definicions en termes de logaritmes
Atès que les funcions hiperbòliques són funcions racionals de ex el numerador i el denominador de les quals són de grau com a màxim dos, aquestes funcions poden resoldre's en termes de ex, utilitzant la fórmula quadràtica; després, prenent logaritmes naturals s'obtenen les següents expressions per a les funcions hiperbòliques inverses.
Per als arguments complexos, les funcions hiperbòliques inverses, arrel quadrada i el logaritme són funcions multivaluades, i les igualtats de les següents subseccions poden veure's com a igualtats de funcions de diversos valors.
Per a totes les funcions hiperbòliques inverses (excepte la cotangente hiperbòlica inversa i la cosecante hiperbòlica inversa), el domini de la funció real és connex.

### Sinus hiperbòlic invers
El sinus hiperbòlic invers (també conegut com a àrea del sinus hiperbòlic) (Llatí: Area sinus hyperbolicus):
{\displaystyle \operatorname {arsinh} x=\ln \left(x+{\sqrt {x^{2}+1}}\right)}
El domini és la recta real completa.

### Cosinus hiperbòlic invers
El cosinus hiperbòlic invers (també conegut com a àrea del cosinus hiperbòlic) (llatí: Area cosinus hyperbolicus):
{\displaystyle \operatorname {arcosh} x=\ln \left(x+{\sqrt {x^{2}-1}}\right)}
El domini és l'interval [1, +∞ ).

### Tangent hiperbòlica inversa
La tangent hiperbòlica inversa (també coneguda com a àrea de la tangent hiperbòlica) (en llatí: Area tangens hyperbolicus):
{\displaystyle \operatorname {artanh} x={\frac {1}{2}}\ln \left({\frac {1+x}{1-x}}\right)}
El domini és l'interval (−1, 1).

### Cotangent hiperbòlica inversa
La cotangent hiperbòlica inversa (també coneguda com a àrea de la cotangent hiperbòlica) (en llatí: Area cotangens hyperbolicus):
{\displaystyle \operatorname {arcoth} x={\frac {1}{2}}\ln \left({\frac {x+1}{x-1}}\right)}
El domini és la unió dels intervals oberts (−∞, −1) i (1, +∞).

### Secant hiperbòlica inversa
La secant hiperbòlica inversa (també coneguda com a àrea de la secant hiperbòlica) (en llatí: Area secans hyperbolicus):
{\displaystyle \operatorname {arsech} x=\ln \left({\frac {1}{x}}+{\sqrt {{\frac {1}{x^{2}}}-1}}\right)=\ln \left({\frac {1+{\sqrt {1-x^{2}}}}{x}}\right)}
El domini és l'interval semiobert (0, 1].

### Cosecant hiperbòlica inversa
La cosecant hiperbòlica inversa (també coneguda com a àrea de la cosecant hiperbòlica) (llatí: Area cosecans hiperbolicus):
{\displaystyle \operatorname {arcsch} x=\ln \left({\frac {1}{x}}+{\sqrt {{\frac {1}{x^{2}}}+1}}\right)}
El domini és la recta real amb el 0 eliminat.

## Fórmules de la suma
{\displaystyle \operatorname {arsinh} u\pm \operatorname {arsinh} v=\operatorname {arsinh} \left(u{\sqrt {1+v^{2}}}\pm v{\sqrt {1+u^{2}}}\right)}
{\displaystyle \operatorname {arcosh} u\pm \operatorname {arcosh} v=\operatorname {arcosh} \left(uv\pm {\sqrt {(u^{2}-1)(v^{2}-1)}}\right)}
{\displaystyle \operatorname {artanh} u\pm \operatorname {artanh} v=\operatorname {artanh} \left({\frac {u\pm v}{1\pm uv}}\right)}
{\displaystyle {\begin{aligned}\operatorname {arsinh} u+\operatorname {arcosh} v&=\operatorname {arsinh} \left(uv+{\sqrt {(1+u^{2})(v^{2}-1)}}\right)\\&=\operatorname {arcosh} \left(v{\sqrt {1+u^{2}}}+u{\sqrt {v^{2}-1}}\right)\end{aligned}}}

## Altres identitats
{\displaystyle {\begin{aligned}2\operatorname {arcosh} x&=\operatorname {arcosh} (2x^{2}-1)&\quad {\hbox{ para }}x\geq 1\\4\operatorname {arcosh} x&=\operatorname {arcosh} (8x^{4}-8x^{2}+1)&\quad {\hbox{ para }}x\geq 1\\2\operatorname {arsinh} x&=\operatorname {arcosh} (2x^{2}+1)&\quad {\hbox{ para }}x\geq 0\\4\operatorname {arsinh} x&=\operatorname {arcosh} (8x^{4}+8x^{2}+1)&\quad {\hbox{ para }}x\geq 0\end{aligned}}}
{\displaystyle \ln(x)=\operatorname {arcosh} \left({\frac {x^{2}+1}{2x}}\right)=\operatorname {arsinh} \left({\frac {x^{2}-1}{2x}}\right)=\operatorname {artanh} \left({\frac {x^{2}-1}{x^{2}+1}}\right)}

## Composició de funcions hiperbòliques i hiperbòliques inverses
{\displaystyle {\begin{aligned}&\sinh(\operatorname {arcosh} x)={\sqrt {x^{2}-1}}\quad {\text{para}}\quad |x|>1\\&\sinh(\operatorname {artanh} x)={\frac {x}{\sqrt {1-x^{2}}}}\quad {\text{para}}\quad -1<x<1\\&\cosh(\operatorname {arsinh} x)={\sqrt {1+x^{2}}}\\&\cosh(\operatorname {artanh} x)={\frac {1}{\sqrt {1-x^{2}}}}\quad {\text{para}}\quad -1<x<1\\&\tanh(\operatorname {arsinh} x)={\frac {x}{\sqrt {1+x^{2}}}}\\&\tanh(\operatorname {arcosh} x)={\frac {\sqrt {x^{2}-1}}{x}}\quad {\text{para}}\quad |x|>1\end{aligned}}}

## Composició de funcions hiperbòliques i trigonomètriques inverses
{\displaystyle \operatorname {arsinh} \left(\tan \alpha \right)=\operatorname {artanh} \left(\sin \alpha \right)=\ln \left({\frac {1+\sin \alpha }{\cos \alpha }}\right)=\pm \operatorname {arcosh} \left({\frac {1}{\cos \alpha }}\right)}
{\displaystyle \ln \left(\left|\tan \alpha \right|\right)=-\operatorname {artanh} \left(\cos 2\alpha \right)}

## Conversions
{\displaystyle \ln x=\operatorname {artanh} \left({\frac {x^{2}-1}{x^{2}+1}}\right)=\operatorname {arsinh} \left({\frac {x^{2}-1}{2x}}\right)=\pm \operatorname {arcosh} \left({\frac {x^{2}+1}{2x}}\right)}
{\displaystyle \operatorname {artanh} x=\operatorname {arsinh} \left({\frac {x}{\sqrt {1-x^{2}}}}\right)=\pm \operatorname {arcosh} \left({\frac {1}{\sqrt {1-x^{2}}}}\right)}
{\displaystyle \operatorname {arsinh} x=\operatorname {artanh} \left({\frac {x}{\sqrt {1+x^{2}}}}\right)=\pm \operatorname {arcosh} \left({\sqrt {1+x^{2}}}\right)}
{\displaystyle \operatorname {arcosh} x=\left|\operatorname {arsinh} \left({\sqrt {x^{2}-1}}\right)\right|=\left|\operatorname {artanh} \left({\frac {\sqrt {x^{2}-1}}{x}}\right)\right|}

## Derivades
{\displaystyle {\begin{aligned}{\frac {d}{dx}}\operatorname {arsinh} x&{}={\frac {1}{\sqrt {x^{2}+1}}},{\text{ para todo }}x{\text{ real}}\\{\frac {d}{dx}}\operatorname {arcosh} x&{}={\frac {1}{\sqrt {x^{2}-1}}},{\text{ para todo }}x>1{\text{ real}}\\{\frac {d}{dx}}\operatorname {artanh} x&{}={\frac {1}{1-x^{2}}},{\text{ para todo }}|x|<1{\text{ real}}\\{\frac {d}{dx}}\operatorname {arcoth} x&{}=-{\frac {1}{1-x^{2}}},{\text{ para todo }}|x|>1{\text{ real}}\\{\frac {d}{dx}}\operatorname {arsech} x&{}={\frac {-1}{x{\sqrt {1-x^{2}}}}},{\text{ para todo }}x\in (0,1){\text{ real}}\\{\frac {d}{dx}}\operatorname {arcsch} x&{}={\frac {-1}{|x|{\sqrt {1+x^{2}}}}},{\text{ para todo }}x{\text{ real, excepto }}0\\\end{aligned}}}
Exemple d'una derivada: sigui θ = arsinh x, llavors (on sinh2 θ = (sinh θ) 2):
{\displaystyle {\frac {d\,\operatorname {arsinh} x}{dx}}={\frac {d\theta }{d\sinh \theta }}={\frac {1}{\cosh \theta }}={\frac {1}{\sqrt {1+\sinh ^{2}\theta }}}={\frac {1}{\sqrt {1+x^{2}}}}.}

## Desenvolupaments en sèrie
Es poden obtenir desenvolupaments en sèrie per a les funcions anteriors:
{\displaystyle {\begin{aligned}\operatorname {arsinh} x&=x-\left({\frac {1}{2}}\right){\frac {x^{3}}{3}}+\left({\frac {1\cdot 3}{2\cdot 4}}\right){\frac {x^{5}}{5}}-\left({\frac {1\cdot 3\cdot 5}{2\cdot 4\cdot 6}}\right){\frac {x^{7}}{7}}\pm \cdots \\&=\sum _{n=0}^{\infty }\left({\frac {(-1)^{n}(2n)!}{2^{2n}(n!)^{2}}}\right){\frac {x^{2n+1}}{2n+1}},\qquad \left|x\right|<1\end{aligned}}}
{\displaystyle {\begin{aligned}\operatorname {arcosh} x&=\ln(2x)-\left(\left({\frac {1}{2}}\right){\frac {x^{-2}}{2}}+\left({\frac {1\cdot 3}{2\cdot 4}}\right){\frac {x^{-4}}{4}}+\left({\frac {1\cdot 3\cdot 5}{2\cdot 4\cdot 6}}\right){\frac {x^{-6}}{6}}+\cdots \right)\\&=\ln(2x)-\sum _{n=1}^{\infty }\left({\frac {(2n)!}{2^{2n}(n!)^{2}}}\right){\frac {x^{-2n}}{2n}},\qquad \left|x\right|>1\end{aligned}}}
{\displaystyle {\begin{aligned}\operatorname {artanh} x&=x+{\frac {x^{3}}{3}}+{\frac {x^{5}}{5}}+{\frac {x^{7}}{7}}+\cdots \\&=\sum _{n=0}^{\infty }{\frac {x^{2n+1}}{2n+1}},\qquad \left|x\right|<1\end{aligned}}}
{\displaystyle {\begin{aligned}\operatorname {arcsch} x=\operatorname {arsinh} {\frac {1}{x}}&=x^{-1}-\left({\frac {1}{2}}\right){\frac {x^{-3}}{3}}+\left({\frac {1\cdot 3}{2\cdot 4}}\right){\frac {x^{-5}}{5}}-\left({\frac {1\cdot 3\cdot 5}{2\cdot 4\cdot 6}}\right){\frac {x^{-7}}{7}}\pm \cdots \\&=\sum _{n=0}^{\infty }\left({\frac {(-1)^{n}(2n)!}{2^{2n}(n!)^{2}}}\right){\frac {x^{-(2n+1)}}{2n+1}},\qquad \left|x\right|>1\end{aligned}}}
{\displaystyle {\begin{aligned}\operatorname {arsech} x=\operatorname {arcosh} {\frac {1}{x}}&=\ln {\frac {2}{x}}-\left(\left({\frac {1}{2}}\right){\frac {x^{2}}{2}}+\left({\frac {1\cdot 3}{2\cdot 4}}\right){\frac {x^{4}}{4}}+\left({\frac {1\cdot 3\cdot 5}{2\cdot 4\cdot 6}}\right){\frac {x^{6}}{6}}+\cdots \right)\\&=\ln {\frac {2}{x}}-\sum _{n=1}^{\infty }\left({\frac {(2n)!}{2^{2n}(n!)^{2}}}\right){\frac {x^{2n}}{2n}},\qquad 0<x\leq 1\end{aligned}}}
{\displaystyle {\begin{aligned}\operatorname {arcoth} x=\operatorname {artanh} {\frac {1}{x}}&=x^{-1}+{\frac {x^{-3}}{3}}+{\frac {x^{-5}}{5}}+{\frac {x^{-7}}{7}}+\cdots \\&=\sum _{n=0}^{\infty }{\frac {x^{-(2n+1)}}{2n+1}},\qquad \left|x\right|>1\end{aligned}}}
L'expansió asimptòtica per al arsinh x ve donada per
{\displaystyle \operatorname {arsinh} x=\ln(2x)+\sum \limits _{n=1}^{\infty }{\left({-1}\right)^{n-1}{\frac {\left({2n-1}\right)!!}{2n\left({2n}\right)!!}}}{\frac {1}{x^{2n}}}}

## Valors principals en el pla complex
En l'anàlisi complexa, les funcions hiperbòliques inverses són funcions multivaluades, que són analítiques, excepte en un nombre finit de punts. Per a tals funcions, és habitual definir un valor principal, que és una funció analítica d'un sol valor que coincideix amb una branca específica de la funció multivalor, sobre un domini que consisteix en un pla complex en el qual un nombre finit d'arcs (generalment rectes o segments) s'han eliminat. Aquests arcs es denominen branques tallades. Per a especificar la branca, és a dir, definir quin valor de la funció multivalor es considera en cada punt, generalment es defineix en un punt particular i es dedueix el valor en totes les parts del domini de definició del valor principal per extensió analítica. Quan sigui possible, és millor definir el valor principal directament, sense fer referència a la continuació analítica.
Per exemple, per a l'arrel quadrada, el valor principal es defineix com l'arrel quadrada que té un nombre complex positiu. Això defineix una funció analítica de valor únic, que es defineix a tot arreu, excepte per als valors reals no positius de les variables (on les dues arrels quadrades tenen una part real zero). Aquest valor principal de la funció arrel quadrada es denota com {\displaystyle {\sqrt {x}}} en el que segueix. De manera similar, el valor principal del logaritme, denotat {\displaystyle \operatorname {Log} } a continuació, es defineix com el valor per al qual un nombre complex té el valor absolut més petit. Es defineix a tot arreu excepte en els valors reals no positius de la variable, per als quals dos valors diferents del logaritme aconsegueixen el mínim.
Per a totes les funcions hiperbòliques inverses, el valor principal pot definir-se en termes dels valors principals de l'arrel quadrada i la funció logarítmica. No obstant això, en alguns casos, les fórmules de les definicions en termes de logaritmes no donen un valor principal correcte, ja que donen un domini de definició que és massa petit i, en un cas, no connex.

### Valor principal del sinus hiperbòlic invers
El valor principal del sinus hiperbòlic invers està donat per
{\displaystyle \operatorname {arsinh} z=\operatorname {Log} (z+{\sqrt {z^{2}+1}}\,)\,.}
L'argument de l'arrel quadrada és un nombre real no positu, si i només si z pertany a un dels intervals [i, +i∞) i (−i∞, −i] de l'eix imaginari. Si l'argument del logaritme és real, llavors és positiu. Per tant, aquesta fórmula defneix un valor principal per a arsinh, amb corts de branca [i, +i∞) i (−i∞, −i]. Això és òptim, ja que els talls de branca han de connectar els punts singulars i i −i a l'infinit.

### Valor principal del cosinus hiperbòlic invers
La fórmula per al cosinus hiperbòlic invers donada en el cosinus hiperbòlic invers no és convenient, ja que similar als valors principals del logaritme i l'arrel quadrada, el valor principal del arcosh no estaria definit per a z imaginari. Per tant, l'arrel quadrada deu factorizarse, la qual cosa porta a
{\displaystyle \operatorname {arcosh} z=\operatorname {Log} (z+{\sqrt {z+1}}{\sqrt {z-1}}\,)\,.}
Els valors principals de les arrels quadrades estan definits, excepte si z pertany a l'interval real (−∞, 1]. Si l'argument del logaritme és real, z és real i té el mateix signe. Per tant, la fórmula anterior defineix un valor principal del arcosh fora de l'interval real (−∞, 1], que és, per tant, l'únic tall de branca.

### Valors principals de la tangent i de la cotangent hiperbòliques inverses
Les fórmules donades en les definicions en termes de logaritmes suggereixen que
{\displaystyle {\begin{aligned}\operatorname {artanh} z&={\frac {1}{2}}\operatorname {Log} \left({\frac {1+z}{1-z}}\right)\\\operatorname {arcoth} z&={\frac {1}{2}}\operatorname {Log} \left({\frac {z+1}{z-1}}\right)\end{aligned}}}
per a la definició dels valors principals de la tangent i de la cotangent hiperbòliques inverses. En aquestes fórmules, l'argument del logaritme és real si i només si z és real. Per a artanh, aquest argument està en l'interval real (, 0], si z pertany a (−∞, −1] o [1, ∞). Per al arcoth, l'argument del logaritme està en (−∞, 0], si i només si z pertany a l'interval real [−1, 1].
Per tant, aquestes fórmules defineixen valors principals convenients, per als quals els talls de branca són (−∞, −1] i [1, ∞) per a la tangent hiperbòlica inversa i [−1, 1] per a la cotangent hiperbòlica inversa.
En vista d'una millor avaluació numèrica prop dels talls de branca, alguns autors utiliten les següents definicions dels valors principals, encara que el segon introdueix una singularitat evitable en z = 0. Les dues definicions d' {\displaystyle \operatorname {artanh} } difereixen per als valors reals de {\displaystyle z} amb {\displaystyle z>1}. Els d' {\displaystyle \operatorname {arcoth} } difereixen per als valors reals de {\displaystyle z} amb {\displaystyle z\in [0,1)}.
{\displaystyle {\begin{aligned}\operatorname {artanh} z&={\tfrac {1}{2}}\operatorname {Log} \left({1+z}\right)-{\tfrac {1}{2}}\operatorname {Log} \left({1-z}\right)\\\operatorname {arcoth} z&={\tfrac {1}{2}}\operatorname {Log} \left({1+{\frac {1}{z}}}\right)-{\tfrac {1}{2}}\operatorname {Log} \left({1-{\frac {1}{z}}}\right)\end{aligned}}}

### Valor principal de la cosecant hiperbòlica inversa
Per a la cosecant hiperbòlica inversa, el valor principal es defineix com
.{\displaystyle \operatorname {arcsch} z=\operatorname {Log} \left({\frac {1}{z}}+{\sqrt {{\frac {1}{z^{2}}}+1}}\,\right)}
Es defineix quan els arguments del logaritme i l'arrel quadrada no són nombres reals no positius. El valor principal de l'arrel quadrada es defineix així fora de l'interval [−i, i] de la recta imaginària. Si l'argument del logaritme és real, llavors z és un nombre real diferent de zero, i això implica que l'argument del logaritme és positiu.
Així, el valor principal està definit per la fórmula anterior fora del tall de branca, que consisteix en l'interval [−i, i] de la línia imaginària.
Per a z = 0 = 0, hi ha un punt singular que s'inclou en el tall de branca.

### Valor principal de la secant hiperbòlica inversa
Aquí, com en el cas del cosinus hiperbòlic invers, es té que factorizar l'arrel quadrada. Això dona el valor principal
{\displaystyle \operatorname {arsech} z=\operatorname {Log} \left({\frac {1}{z}}+{\sqrt {{\frac {1}{z}}+1}}\,{\sqrt {{\frac {1}{z}}-1}}\right).}
Si l'argument d'una arrel quadrada és real, llavors z és real, i es dedueix que tots dos valors principals d'arrels quadrades estan definits, excepte si z és real i pertany a un dels intervals (−∞, 0] i [1, +∞). Si l'argument del logaritme és real i negatiu, z també és real i negatiu. D'això es dedueix que el valor principal de arsech està ben definit, per la fórmula anterior anés de dos talls de branca, els intervals reals (−∞, 0] i [1, +∞).
Per a z = 0 = 0, hi ha un punt singular que s'inclou en un dels talls de branca.

### Representació gràfica
En la següent representació gràfica dels valors principals de les funcions hiperbòliques inverses, els talls de les branques apareixen com a discontinuïtats del color. El fet que tots els talls de branca apareguin com a discontinuïtats, mostra que aquests valors principals poden no estendre's a funcions analítiques definides en dominis més amplis. En altres paraules, els talls de branca definits anteriorment són mínims.